# Самерс (Коннектикут)
Самерс (англ. Somers) — місто (англ. town) в США, в окрузі Толленд штату Коннектикут. Населення — 10 255 осіб (2020).

## Демографія
Згідно з переписом 2010 року, у місті мешкали 11 444 особи в 3328 домогосподарствах у складі 2615 родин. Було 3479 помешкань
Расовий склад населення:
| - 83,6 % — білих - 8,7 % — чорних або афроамериканців - 0,8 % — азіатів - 0,1 % — корінних американців - 5,8 % — осіб інших рас |

До двох чи більше рас належало 1,0 %. Частка іспаномовних становила 7,4 % від усіх жителів.
За віковим діапазоном населення розподілялося таким чином: 18,9 % — особи молодші 18 років, 68,2 % — особи у віці 18—64 років, 12,9 % — особи у віці 65 років та старші. Медіана віку мешканця становила 42,5 року. На 100 осіб жіночої статі у місті припадало 149,9 чоловіків;  на 100 жінок у віці від 18 років та старших — 162,6 чоловіків також старших 18 років.
Середній дохід на одне домашнє господарство  становив 127 101 долар США (медіана — 101 897), а середній дохід на одну сім'ю — 139 104 долари (медіана — 111 287). Медіана доходів становила 62 787 доларів для чоловіків та 57 708 доларів для жінок. За межею бідності перебувало 3,8 % осіб, у тому числі 4,8 % дітей у віці до 18 років та 4,2 % осіб у віці 65 років та старших.
Цивільне працевлаштоване населення становило 4984 особи. Основні галузі зайнятості: освіта, охорона здоров'я та соціальна допомога — 24,5 %, виробництво — 12,6 %, роздрібна торгівля — 11,0 %.